# Московская улица (Орск)
Моско́вская у́лица — улица в Ленинском и Октябрьском районах города Орска Оренбургской области. Расположена в центральной части Нового города. Названа решением Сталинского райисполкома № 312 от 4 июня 1948 года именем города Москвы.
Улица начала застраиваться с конца 1930-х годов. Первые здания на улице были построены в 1939 — двухэтажные многоквартирные жилые дома. Они располагались между улицами Станиславского и Короленко. В 1940 году был построен Дом культуры Соцгорода (позже — Дом культуры треста ОПС). В 1950-х годах улица застраивалась в соответствии с генеральным планом 1946 года.
В настоящее время[какое?] на улице расположено 10 двухэтажных многоквартирных шлакоблочных жилых домов периода ранней застройки, 7 трёхэтажных домов и 3 четырёхэтажных дома 1950—1960-х годов, 8 кирпичных и крупнопанельных пятиэтажек 1970—1980-х годов.